# Диа Ба, Амаду
Эль-Хаджи Амаду Диа Ба (фр. El Hadji Amadou Dia Ba; 22 сентября 1958, Дакар) — бывший сенегальский легкоатлет, специализировавщийся в беге на 400 метров с барьерами. Первый и пока единственный призёр Олимпийских игр от Сенегала.

## Биография
Первый успех пришел к сенегальскому атлету в 1978 году, когда он выиграл бронзовую медаль на Всеафриканских играх, выступая в прыжках в высоту. В дальнейшем Диа Ба перешел к беговым видам.
В беге на 400 метров и на 400 метров с барьерами сенегалец выиграл два золота чемпионата Африки 1982 года. В дальнейшем специализировался именно в барьерном беге. В нём он выиграл серебро на Универсиаде в Эдмонтоне и вышел в финал на первом в истории чемпионате мира по лёгкой атлетике, который проходил в Хельсинки.
На Олимпиаде 1984 года Диа Ба вновь вышел в финал на дистанции 400 метров с барьерами, но занял лишь пятое место. Такой же результат он показал через три года на втором чемпионате мира.
На Олимпиаде в Сеуле Амаду был знаменосцем своей сборной на церемонии открытия, а в рамках спортивной программы смог завоевать первую для Сенегала олимпийскую медаль, став серебряным призёром на дистанции 400 метров с барьерами.
В 1991 году на чемпионате мира в Токио не смог пробиться дальше первого раунда. Такой же результат показал на Олимпиаде в Барселоне, после чего завершил карьеру.